# 九州国際空港
九州国際空港（きゅうしゅうこくさいくうこう）は、九州に建設することが1990年頃から構想されている国際空港である。

## 概要

### 現空港の問題
福岡空港は博多区内にあり都心からの利便性が極めて高く、世界でも有数の繁忙路線である羽田・福岡間の航空路線をはじめ国内外の多数の空港とを結ぶ便が頻繁に発着する空港である。しかしながら、市街地に近い立地のため以下のような問題が深刻になってきた。
- 滑走路が一本しかなく処理能力が限界に達しているものの、現在地での拡張が困難であり、福岡都市圏に対する航空路への需要に応えきれない。
- 空港周辺や発着ルートの直下での騒音がひどく、周囲の住環境に配慮して夜間は発着を行っておらず、24時間運用ができていない。
- 米軍基地の時代に空港周囲では多数の軍用機墜落事故が起きて住民も巻き込まれており、そのような事故が再発する危険性。
- 発着ルートの周辺では航空法による高さ制限があり、福岡市のオフィス・マンション需要の高い都心に超高層建築物が建てられない。
- 空港は旧陸軍やアメリカ軍が民間人の土地を強制収用して作られた経緯があり、現在も多くの民間地主に巨額の借地料を払い続けている。

### 新空港計画
1989年10月、九州地方知事会と九州・山口経済連合会は意見交換会において、九州国際空港の研究・検討の場を設置することに合意した。これを受けて1990年3月に九州国際空港検討委員会が設置され、4,000m滑走路2本、敷地面積1,000haの国際ハブ空港構想を第7次空港整備五箇年計画に盛り込み、2020年に開港することが目指された。
同委員会では、1990年度から1993年度にかけて二次にわたる調査を行い、福岡県、熊本県、佐賀県、長崎県に6地点の候補地を選定。5地区に絞られた候補地について各県がそれぞれ構想を策定し、1995年に候補地一本化に向けて第三者機関が設けられた。候補地とされた5地区は以下の通りである。
- 玄海東地区（新宮・津屋崎沖）
- 玄海西地区（糸島半島沖）
- 大牟田、荒尾沖地区
- 佐賀空港地区（有明海沿いの佐賀空港予定地）
- 長崎空港地区（長崎空港の拡張）

1996年、第三者機関によって福岡県の玄海東地区（新宮・津屋崎沖）が候補地として答申されたが、他県は強く反発した。しかし、同年12月に閣議決定された第7次空港整備五箇年計画においては、九州国際空港の具体的な整備計画は盛り込まれず、「今後、地域において多様化し、着実に増大すると見込まれる国際航空需要の動向等への対応について調査検討を行う。」旨が記載されるにとどまった。2002年（平成14年）12月の交通政策審議会航空分科会答申においても、大都市圏拠点空港の重点整備の方針が示される一方、九州国際空港については何ら言及されなかったことから、当面の実現性は低くなっている。

## 各県の構想

### 福岡県
福岡県では、1993年に「福岡空港将来構想検討委員会」を設置し、1995年に新宮・津屋崎沖に3,500m滑走路2本を備える560haの海上空港の2020年開港を目指す新福岡空港計画を策定。全体計画費を、約1兆円と見積もった。2009年4月に福岡県及び福岡市は、新空港建設ではなく現在の福岡空港の滑走路増設案を支持することを発表した。2015年に福岡空港敷地内に第二滑走路を増設することが決まり、2024年度には運用開始されることになっている。

### 熊本県
熊本県が熊本技術センターに委託し、大牟田、荒尾沖地区の詳細計画を策定した。

### 佐賀県
佐賀県では、「九州国際空港誘致期成会」を設立し、1994年度に「九州国際空港整備構想調査」を実施。構想を取りまとめた。同構想では、佐賀空港を併用しながら2020年までに同地区に4,000m滑走路を建設し、さらに2040年を目途に4,000m滑走路を増設することを目指している。
建設する理由
- 佐賀空港の活性化
- 福岡空港の過密化
- 地元インフラ整備

アクセス
以下の交通機関の新設が構想された。
- 九州新幹線鹿児島ルート、JR九州鹿児島本線、西鉄天神大牟田線と空港間の空港連絡鉄道
- 九州新幹線西九州ルート、JR九州長崎本線佐賀駅と空港間の新交通システム
- 有明海沿岸道路
- 九州縦貫自動車道・九州横断自動車道・西九州自動車道と連絡する周辺国道、県道の高規格化

また、西九州新幹線の佐賀県内のルートについて、「佐賀駅を通るルート」「佐賀市北部を通るルート」「佐賀空港を経由するルート」の3案が比較検討されている。
佐賀空港案は、空港に新幹線駅を直結させ、九州新幹線の筑後船小屋駅に接続するルートになっている。

### 長崎県
長崎空港が位置する大村市が長崎空港の拡張を支持し、長崎県が物流センターの整備を含めた「長崎エアフロント計画」を策定した。